# Pauropsylla udei
Pauropsylla udei är en insektsart som beskrevs av Rnbsaamen 1899. Pauropsylla udei ingår i släktet Pauropsylla och familjen spetsbladloppor. Inga underarter finns listade i Catalogue of Life.